# نیکولای گوبنکو
نیکولای گوبنکو (روسی: Николай Николаевич Губенко؛ (۱۷ اوت ۱۹۴۱ – ۱۶ اوت ۲۰۲۰) سیاست‌مدار اهل اتحاد جماهیر شوروی سوسیالیستی بود.
از فیلم‌ها یا برنامه‌های تلویزیونی که وی در آن نقش داشته‌است می‌توان به من بیست ساله هستم اشاره کرد.
وی همچنین برندهٔ جوایزی همچون هنرمند مردمی جمهوری شوروی فدراتیو سوسیالیستی روسیه، جایزه دولتی برادران واسیلیف، و نشان دوستی شده‌است.